# Andoba
La Andoba (in russo Андоба?) è un fiume della Russia europea centrale, affluente di sinistra della Kostroma. Scorre nei rajon Sudislavskij, Susaninskij e Kostromskoj dell'oblast' di Kostroma.

## Descrizione
Il fiume scorre dapprima in direzione sud-ovest, dopo un ampio giro prende a nord-ovest e nel basso corso si dirige a ovest. La foce è a 45 km dalla confluenza del fiume Kostroma nel bacino di Gor'kij sul Volga, vicino al villaggio di Pustyn', di fronte al confine con l'oblast' di Jaroslavl'. Il fiume ha una lunghezza di 122 km, l'area del suo bacino è di 914 km².